# Miejska Szkoła Handlowa w Poznaniu
Zespół Szkół Handlowych im. Bohaterów Poznańskiego Czerwca '56 (dawniej: Miejska Szkoła Handlowa  ) – kompleks edukacyjny zlokalizowany w Poznaniu przy ul. Śniadeckich 54/58 na Grunwaldzie (Osiedle Św. Łazarz).

## Architektura
Zespół zrealizowany w latach 1927-1929, składa się z gmachu głównego (pięć kondygnacji) zbudowanego na rzucie litery E i dwóch domów profesorskich (dwie kondygnacje) na flankach. Całość zaprojektował Stefan Cybichowski w stylu klasycyzującego modernizmu. Charakterystyczny dla bryły jest ogromny ryzalit w centrum założenia z dużą, przeszkloną powierzchnią obejmującą znaczącą część fasady. Według Szymona Piotra Kubiaka, znawcy poznańskiego budownictwa XX wieku, architektura obiektu odwołuje się do wzorów niemieckiej awangardy oraz do osiągnięć włoskiego budownictwa szkolnego tamtej epoki.
Podczas Powszechnej Wystawy Krajowej w 1929, szkoła pełniła rolę Pałacu Wychowania Fizycznego i Opieki Społecznej. W pobliżu znajdują się: Collegium Anatomicum, Collegium Chemicum, dawny Hotel Polonia, budynek jeżyckiej straży pożarnej, kościół św. Michała Archanioła i zespół kamienic urzędniczych.
W latach 1966–2006 patronem szkoły był Oskar Lange.